# Steffisburg
Steffisburg est une commune suisse du canton de Berne, située dans l'arrondissement administratif de Thoune.

## Géographie

Photo aérienne (1954)

Située dans la banlieue nord de Thoune, Steffisburg fait partie d’un paysage de collines préalpines. Le centre du village se trouve à une altitude de 585 mètres, le point culminant à 890 mètres.

## Histoire
Aux XVIIe et XVIIIe siècles, Steffisburg est un haut lieu de l'anabaptisme et de nombreuses persécutions s'y déroulent, générant une importante émigration vers l'Alsace (Sainte-Marie-aux-Mines, Le Ban de la Roche, La Broque) et plus tard vers l'Amérique.

## Économie
- Habegger, technique de traction par câbles Site de l’entreprise
- Held, détergents biologiques, appartenant désormais à Ecover.
- Meyer Burger, fabricant de machines
- Fritz Studer, fabricant de machines

## Transports
- Ligne ferroviaire Chemins-de-fer régionaux du Mittelland Thoune-Konolfingen
- Autoroute A6, sortie no 16

## Culture et patrimoine

### Héraldique
| Blason | Blasonnement : De gueules au château donjonné de deux tours d'argent posé sur trois coupeaux de sinople |

### Personnalités
- Betty Bossi, personnage légendaire du monde culinaire né dans la fabrique de produits graisseux Saïs/Astra
- Barbara Egger-Jenzer, conseillère d’État

### Musique
- Le Männerchor de Steffisbourg, une chanson de Jean Villard (dit Gilles)

### Monuments et curiosités
- Höchhuser, immeubles des XIVe et XVe siècles
- Église réformée, reconstruite en 1682
- Presbytère, construction baroque de 1738
- Inneres Ortbühlgut, résidence campagnarde